# Famiglia di Riesi
La Famiglia di Riesi è un'organizzazione criminale italiana, nata alla fine dell'800 a Caltanissetta. Conosciuta come una città ad alta densità criminale, è stata storicamente una delle più influenti della mafia siciliana nella zona centrale dell’isola. È conosciuta soprattutto per il suo legame con Cosa nostra e per aver dato origine a figure criminali di spicco, tra cui Giuseppe Di Cristina, uno dei boss più noti della seconda metà del Novecento.

## Origini e struttura
La mafia a Riesi affonda le sue radici nel XIX secolo, ma si consolida come organizzazione strutturata nel dopoguerra, soprattutto dagli anni ’50 in poi. Come in molte realtà rurali siciliane, la mafia locale controllava:
- I terreni agricoli e i latifondi

- Il lavoro bracciantile

- Gli appalti pubblici e l’edilizia

- Il traffico di armi e droga negli anni successivi

Il potere mafioso si basava su una combinazione di violenza, controllo sociale e corruzione politica.

## Di Cristina
Francesco Di Cristina classe 1896 fin da giovane, fu coinvolto in attività criminali: a vent’anni nel 1926 fu arrestato con un compaesano per il sequestro del figlio di un noto industriale di Licata. Sposò sua cugina Rosina, con la quale ebbe quattro figli: Giuseppe, Antonio, Salvatore e Angelo. 
Francesco succedette al padre Giuseppe detto “Birrittedda” come capo della cosca mafiosa di Riesi. La sua investitura ufficiale avvenne durante la processione di San Giuseppe: il padre lo baciò pubblicamente, segnando il passaggio di potere. Questo gesto simbolico rese evidente a tutta la comunità che Don Cicciu era il nuovo boss.  
Alla morte di "Don Cicciu nel 1961, Giuseppe Di Cristina figlio maggiore assunse la guida della famiglia mafiosa di Riesi e divenne il rappresentante di Cosa nostra per la provincia di Caltanissetta. Nel 1975 entrò a far parte della “Commissione interprovinciale” di Cosa nostra.  
Negli anni ‘70, Di Cristina si oppose all’ascesa dei Corleonesi guidati da Totò Riina e Bernardo Provenzano. In particolare, si scontrò con loro sull’uccisione del colonnello dei Carabinieri Giuseppe Russo nel 1977, avvenuta senza il consenso della Commissione regionale. Cercò con tutte le sue forze e le sue conoscenze di contrastare l'ascesa dei corleonesi. Tuttavia, il 30 maggio 1978 fu assassinato a Palermo da Leoluca Bagarella e Antonino Marchese. Nelle sue tasche furono trovati assegni legati al traffico di droga e al banchiere Michele Sindona. Per il suo omicidio, Riina, Provenzano e Michele Greco furono condannati all’ergastolo nel maxiprocesso di Palermo. La sua morte segnò l’inizio della seconda guerra di mafia, culminata nel 1981 con l’uccisione di Stefano Bontate.

## Decina di Torino
Antonino Calderone Boss di Catania disse al riguardo: ”Esiste una decina riconosciuta a Torino, Giuseppe Di Cristina, che si era trovato in soggiorno obbligato da quelle parti, precisamente a Bruere (To) verso la fine degli anni sessanta. La decina era composta da elementi originari di Riesi che erano stati fatti uomini d'onore - che avevano avuti «aperti gli occhi», come si dice nel gergo di Cosa nostra - da un vecchio mafioso di Caltanissetta che risiedeva lì. Ma si era trattato di iniziazioni abusive, non autorizzate, e questa gente non sapeva a chi collegarsi, a quale famiglia siciliana appartenere. Erano persone abbastanza in gamba, ma erano abbandonati.Vivacchiavano alla meglio facendo gli operai o pensionati di guerra. Di Cristina pensò di sanare quella situazione creando la decina e inserendoli nella sua famiglia”.
Gli illustri membri di questa decina furono:
Giuseppe Martorana detto "Zu Peppe L'americano" uno dei più famosi bari e truffatori di casinò al mondo.
Giuseppe Panarinfo classe.1920 figlio di Francesco Giuseppe Panarinfo e nipote di Rosario noti per la strage di Pasqua dove per una questione d’onore uccisero tre persone legate a un clan di Sommatino, di lui parlò il pentito Calderone come un appartenente alla vecchia mafia che disprezzava droga e omicidi fu capo decina fino al 1978 quando fu assassinato il suo compare Giuseppe di Cristina.
Giuseppe Marotta cugino di Giuseppe Di Cristina accusato dell'omicidio del Rom Vleda Stolanovic il 31 luglio 1976 a Torino.
Stefano Marotta fratello di Giuseppe accusato di falsa testimonianza nell'omicidio del giovane Rom.
Gaetano Panarinfo accusato nel settembre del 1966 di aver venduto due pistole a Luigi Rozzato che per sbaglio sparò all'amico Giacinto Raia.
Benito Paparo calabrese di origine anch'esso coinvolto nell'omicidio del Rom compare di Luciano Liggio di cui il figlio porta il nome appunto Luciano Paparo arrestato nel 2019 in un'operazione contro la Ndrangheta.
Salvatore Porrovecchio arrestato nel 1990 per un importante traffico di droga e armi insieme a elementi di spicco della Ndrangheta.
La decina non è ad oggi più attiva o presente a Torino, anche se da notare che diversi membri della famiglia mafiosa dei Panarinfo, riconosciuta così da Cosa nostra e Ndrangheta, spiccano in diverse indagini e arresti di criminalità organizzata. Tra cui Maurizio, Giuseppe e Daniel Panarinfo detto "Assu di Mazzi" (per un tatuaggio sul braccio) formalmente affiliato a Cosa nostra e nella Ndrangheta in maniera riservata ricopriva il ruolo di vice capo con dote della stella informazione raccolta in un'intercettazione, nipote del vecchio Capo decina di Torino Giuseppe, arrestato nel 2016 come capo promotore di un traffico internazionale di droga, porto abusivo di armi da guerra, tentato omicidio e associazione di stampo mafioso. Dalle indagini sul suo conto si è venuti a conoscenza del suo legame con le ndrine di San Luca, compare di Bruno Nirta, amicizia ereditata dal padre Enrico coinvolto anch'esso nei processi degli anni 80' contro le cosche Grasso/Nirta di San Luca. Daniel Panarinfo è divenuto in seguito dissociato dall'organizzazione Ndrangheta, avendo reso dichiarazioni già certificate dalle indagini su importanti avvocati e omicidi eccellenti, in seguito sarebbe stato screditato da testate giornalistiche a cui erano pervenute false informazioni con lo scopo di non renderlo attendibile, anche se nell'udienza del 9 settembre 2020 del processo Geenna in tutte le fasi è stata provata la sua assoluta genuinità.

## Famiglia di Tunisi
Sempre secondo le dichiarazioni di Antonino Calderone: "A Tunisi esisteva una famiglia di mafia formatasi negli anni trenta. Una famiglia di mafia, sicuro. Non vi dovete meravigliare se non ne eravate al corrente. Nessuno che non sia uomo d'onore ne è al corrente. Io stesso l'ho saputo dopo che sono diventato uomo d'onore, mio fratello ha cominciato a raccontarmi poco per volta tutto quello che dovevo sapere sulle vicissitudini della mafia, sulle persone che ne fanno parte, sugli omicidi e su quelli che li avevano commessi. A Tunisi in quegli anni c'erano tanti mafiosi fuggiti dal fascismo. Venivano da Caltanissetta, da Palermo e da altre città. Avevano costituito una regolare famiglia con un rappresentante. Il rappresentante di questa famiglia di Tunisi era uno della provincia di Caltanissetta. Dopo che il governo della Tunisia cacciò via tutta questa gente, questo rappresentante - si chiamava Calogero Giambarresi - tornò al suo paese d'origine Riesi. Il paese di Giuseppe Di Cristina, il famoso Di Cristina che era rappresentante di Riesi e compare d'anello di mio fratello Pippo: intimissimi".
Rappresentante della famiglia mafiosa: Calogero GIambarresi detto "U Tunisinu" cugino del cognato di Giuseppe Panarinfo, capo decina di Torino, il quale ferito durante la seconda guerra mondiale fu aiutato a rimpatriare mediante un peschereccio in Sicilia.

## Decina di Genova
l clan Fiandaca, originario di Riesi, è stato attivo a Genova sin dagli anni ’80, costituendo una delle principali articolazioni di Cosa Nostra nel capoluogo ligure. Insieme al clan Emmanuello, ha dato vita a un sodalizio criminale noto come Fiandaca-Emmanuello, coinvolto in traffico di droga, estorsioni, usura e gestione di bische clandestine.  
Origini e condanne storiche
Negli anni ’80, molti riesini furono costretti a trasferirsi a Genova per evitare di essere ammazzati nella guerra di mafia: ma avrebbero continuato a delinquere. In particolare, il clan Fiandaca-Emmanuello, affiliato a Cosa Nostra, ha esteso le sue attività criminali nel capoluogo ligure, coinvolgendosi in traffico di droga, estorsioni e usura.
Il clan Fiandaca-Emmanuello è stato legato a figure di spicco di Cosa Nostra, come Piddu Madonia. Nel 2006, diversi esponenti del clan, tra cui Salvatore e Gaetano Fiandaca, Davide Emmanuello, Francesco La Cognata e Paolo Vitello, sono stati condannati all’ergastolo per l’omicidio di Luciano Gaglianò, ucciso nel 1991 a Genova per una partita di cocaina non pagata.  
Attività recenti e infiltrazioni
Negli ultimi anni, il clan ha continuato a operare nel territorio genovese, infiltrandosi in attività economiche e criminali. Nel 2024, un’indagine della Direzione Distrettuale Antimafia ha portato all’arresto di nove persone coinvolte in un giro di usura e scommesse clandestine. Tra gli arrestati figura Roberto “Chicco” Sechi, già condannato nel 2006 per associazione mafiosa e considerato uomo di fiducia del clan Fiandaca.   
Inoltre, è emerso l’interesse del clan nella gestione di bische clandestine e nell’usura, con tassi di interesse che arrivavano fino al 53% mensile. Le vittime erano spesso imprenditori in difficoltà economiche, tra cui ristoratori e venditori ambulanti.  
Omicidi e faide
Le attività del clan non si sono limitate all’usura e al traffico di droga. Nel 2024, è stato arrestato l’imprenditore Gabriele Silvano, accusato di essere coinvolto in un omicidio commissionato dal clan Fiandaca. Le intercettazioni hanno rivelato legami tra Silvano e il clan, nonché la partecipazione di Salvatore Lo Piccolo, già condannato per associazione mafiosa.  
La presenza del clan Fiandaca a Genova rappresenta un esempio significativo dell’infiltrazione delle mafie meridionali nel tessuto economico e sociale del Nord Italia, con una capacità di adattamento e radicamento che continua a destare preoccupazione.

## Cammarata
Origini e struttura familiare
Il clan prende il nome dalla famiglia Cammarata, originaria di Riesi (provincia di Caltanissetta). I fratelli Pino, Vincenzo e Francesco Cammarata — noti come i “fratelli terribili” — sono stati figure centrali del gruppo criminale. Tutti e tre sono stati condannati all’ergastolo e sottoposti al regime del 41-bis per numerosi omicidi e reati legati alla guerra di mafia degli anni ’90.
Dopo l’arresto dei fratelli, la leadership del clan è passata a Maria Catena Cammarata, sorella dei boss, che ha gestito le attività criminali, comprese le estorsioni ai commercianti locali. Nel 2018, è stata arrestata insieme ad altri 24 affiliati durante un’operazione dei Carabinieri. 
Guerra di mafia e faide
Negli anni ’90, il clan Cammarata è stato coinvolto in una sanguinosa faida contro la cosca rivale dei Riggio per il controllo del mandamento mafioso di Riesi. Tra il 1996 e il 1998, il clan è stato ritenuto responsabile di almeno cinque omicidi e un tentato omicidio. 
Questa guerra di mafia si inserisce nel contesto più ampio della lotta tra Cosa Nostra e la Stidda per il controllo del territorio e del traffico di stupefacenti, una faida che, iniziata a Gela e Riesi, si è estesa fino a Genova.
Infiltrazioni e attività nel Nord Italia
A partire dagli anni ’90, diversi membri e affiliati del clan si sono trasferiti in Liguria, in particolare a Genova, dove hanno continuato le loro attività criminali. Recenti inchieste hanno rivelato legami tra il clan Cammarata e figure istituzionali liguri, con accuse di corruzione elettorale e infiltrazioni nella pubblica amministrazione.
Inoltre, il clan ha mantenuto un controllo sulle attività illecite a Riesi, come dimostrato dall’operazione “De Reditu”, che ha portato a 15 condanne definitive per reati commessi tra il 2014 e il 2017, inclusi omicidi risalenti agli anni ’90.
Carmelo Arlotta
Carmelo Arlotta, nato nel 1971 e residente a Muggiò (Monza Brianza), è stato coinvolto in attività mafiose legate al clan Cammarata. Nel 2019 è stato condannato a 14 anni di reclusione per l’omicidio di Gaetano Carmelo Pirrello, avvenuto durante la guerra di mafia a Riesi tra il 1992 e il 1998. Successivamente, Arlotta ha deciso di collaborare con la giustizia, fornendo informazioni sulle attività del clan.   
Orazio Buonprincipio
Orazio Buonprincipio è stato condannato nel 2022 a 16 anni di reclusione per il suo coinvolgimento in omicidi e tentati omicidi commessi a Riesi tra il 1992 e il 1998, durante la faida tra Cosa Nostra e la Stidda. Questi crimini includevano l’uccisione di Angelo Lauria e il tentato omicidio di Salvatore Pasqualino.  
Rosolino Li Vecchi
Rosolino Li Vecchi, residente a Novara, è stato condannato nel 2019 a 16 anni di reclusione per l’omicidio di Angelo Lauria, avvenuto durante la guerra di mafia a Riesi. Li Vecchi è stato ritenuto responsabile di aver partecipato attivamente alle attività del clan Cammarata, contribuendo alla gestione delle operazioni criminali.
Omicidio Lamaj 
Nel gennaio 2013, Astrit Lamaj, 42 anni, fu attirato a Muggiò (Monza e Brianza) con il pretesto di un affare legato alla droga. Una volta giunto sul posto, fu aggredito da un commando di sei persone, immobilizzato, picchiato e strangolato con un nastro di nylon. Il suo corpo fu poi murato in un pozzo artesiano situato in una villa a Senago, nel Milanese. Il cadavere fu scoperto solo sei anni dopo, nel 2019, durante lavori di ristrutturazione dell’immobile.   
Mandante e movente 
Le indagini hanno individuato come mandante dell’omicidio Carmela Sciacchitano, 64 anni, originaria di Riesi e residente a Genova. Secondo gli inquirenti, la donna non accettava la fine della relazione con Lamaj e avrebbe orchestrato l’omicidio per vendetta. Per questo motivo, è stata condannata a 30 anni di reclusione.  
Coinvolgimento della mafia di Riesi
Tra gli esecutori materiali del delitto figura Salvatore També, 46 anni, anch’egli originario di Riesi e ritenuto affiliato al clan Cammarata. Tambè è stato condannato in via definitiva a 22 anni di reclusione per il suo ruolo nell’omicidio e nell’occultamento del cadavere.  
Questo caso evidenzia come la criminalità organizzata riesina abbia esteso la propria influenza oltre i confini siciliani, operando anche nel Nord Italia e coinvolgendosi in crimini efferati come l’omicidio di Lamaj.